# Spoken For (canção)
"Spoken For" é uma canção gravada pela banda MercyMe.
É o primeiro single do segundo álbum de estúdio lançado a 1 de outubro de 2002, Spoken For.
A canção foi nomeada para os Dove Awards, na categoria "Song of the Year".